# Studio Deen
Pour les articles homonymes, voir Deen.
Studio Deen Co., Ltd. (株式会社スタジオディーン, Kabushiki gaisha Sutajio Dīn, stylisé Studio DEEN) est un studio d'animation japonais spécialisé dans la production d'anime et fondé en 1975 par des membres de Sunrise.

## Histoire
Hiroshi Hasegawa, employé chez Sunrise, fonde Studio Deen le 13 mars 1975. Jusqu'à la fin de 1981, le studio fait de la sous traitance pour d'autres studios comme Shinei Douga notamment sur les films de Doraemon. En 1981, il collabore avec Studio Pierrot sur Lamu, série inspiré d'un manga de Rumiko Takahashi. Après le départ de Mamoru Oshii de la réalisation de la série en 1984, Studio Deen reprend les rênes de la série et la mène à son terme en 1986. Par la suite, le studio recollabora avec Rumiko Takahashi en adaptant ses mangas Maison Ikkoku et Ranma ½.
Le studio collabore également avec le réalisateur Mamoru Oshii notamment sur Tenshi no tamago et sur Patlabor.
Le studio fait sous-traiter une partie de sa production grâce à sa filiale chinoise et sa récente collaboration avec le studio coréen Echo Animation. 

## Production

### Séries télévisées
| Années 1980 | Années 1980   | Années 1980      | Années 1980            | Années 1980            | Années 1980 | Années 1980 |
| Année       | Titre         | Chaîne d'origine | Dates de 1re diffusion | Dates de 1re diffusion | Nb. éps.    | Notes |
| Année       | Titre         | Chaîne d'origine | Début                  | Fin                    | Nb. éps.    | Notes |
| ----------- | ------------- | ---------------- | ---------------------- | ---------------------- | ----------- | --- |
| 1984        | Lamu          | Fuji TV          | 14 octobre 1984        | 19 mars 1986           | 195         | Série basée sur le manga Urusei Yatsura de Rumiko Takahashi ; coopération de production pour Studio Pierrot ; prise en charge complète de la production à partir de l'épisode 130. |
| 1986        | Maison Ikkoku | Fuji TV          | 26 mars 1986           | 2 mars 1988            | 96          | Série basée sur le manga éponyme de Rumiko Takahashi. |
| 1988        | F (ja)        | Fuji TV          | 9 mars 1988            | 23 décembre 1988       | 31          | Série basée sur le manga éponyme de Noboru Rokuda. |
| 1989        | Ranma ½       | Fuji TV          | 15 avril 1989          | 25 septembre 1992      | 161         | Série basée sur le manga éponyme de Rumiko Takahashi. |

| Années 1990 | Années 1990                            | Années 1990      | Années 1990            | Années 1990            | Années 1990 | Années 1990 |
| Année       | Titre                                  | Chaîne d'origine | Dates de 1re diffusion | Dates de 1re diffusion | Nb. éps.    | Notes |
| Année       | Titre                                  | Chaîne d'origine | Début                  | Fin                    | Nb. éps.    | Notes |
| ----------- | -------------------------------------- | ---------------- | ---------------------- | ---------------------- | ----------- | --- |
| 1992        | Super Zugan (ja)                       | Fuji TV          | 8 octobre 1992         | 18 mars 1993           | 21          | Série basée sur le manga éponyme de Masayuki Katayama.                                                                     |
| 1994        | DNA²                                   | NTV              | 7 octobre 1994         | 23 décembre 1994       | 12          | Série basée sur le manga éponyme de Masakazu Katsura ; coproduction avec Madhouse.                                         |
| 1995        | Zenki                                  | TV Tokyo         | 9 janvier 1995         | 25 décembre 1995       | 51          | Série basée sur le manga éponyme écrit par Kikuhide Tani et dessiné par Yoshihiro Kuroiwa.                                 |
| 1995        | Kuma no Pūtarō (ja)                    | Fuji TV          | 26 avril 1995          | 29 mars 1996           | 30          | Série basée sur le manga éponyme d'Isami Nakagawa.                                                                         |
| 1996        | Le Violoniste de Hamelin               | TV Tokyo         | 2 octobre 1996         | 26 mars 1997           | 25          | Série basée sur le manga éponyme de Michiaki Watanabe.                                                                     |
| 1996        | You're Under Arrest                    | TBS              | 5 octobre 1996         | 27 septembre 1997      | 47          | Série basée sur le manga éponyme de Kōsuke Fujishima.                                                                      |
| 1997        | Eat-Man                                | TV Tokyo         | 9 janvier 1997         | 27 mars 1997           | 12          | Série basée sur le manga éponyme d'Akihito Yoshitomi.                                                                      |
| 1997        | Haunted Junction (en)                  | TV Tokyo         | 2 avril 1997           | 25 juin 1997           | 12          | Série basée sur le manga éponyme de Nemu Mukudori.                                                                         |
| 1997        | Misutenaide♥Daisy (en)                 | TV Tokyo         | 2 juillet 1997         | 17 septembre 1997      | 12          | Série basée sur le manga éponyme de Noriko Nagano.                                                                         |
| 1997        | Next Senki Ehrgeiz (en)                | TV Tokyo         | 1er octobre 1997       | 24 décembre 1997       | 12          | Série originale. |
| 1997        | Kenshin le vagabond                    | Fuji TV          | 18 novembre 1997       | 8 septembre 1998       | 95          | Série basée sur le manga éponyme de Nobuhiro Watsuki ; prise en charge complète de la production à partir de l'épisode 67. |
| 1998        | AWOL: Absent WithOut Leave (ja)        | TV Tokyo         | 7 janvier 1998         | 1er avril 1998         | 12          | Série originale. |
| 1998        | Urayasu tekkin kazoku (ja)             | TBS              | 30 juin 1998           | août 1998              | 33          | Série basée sur le manga éponyme de Kenji Hamaoka.                                                                         |
| 1998        | Shadow Skill: Eigi                     | TV Tokyo         | 2 juillet 1998         | 24 décembre 1998       | 26          | Série basée sur le manga éponyme de Megumu Okada.                                                                          |
| 1998        | Momoiro Sisters (ja)                   | TBS              | 25 août 1998           | 5 octobre 1998         | 24          | Série basée sur le yonkoma éponyme de Tamami Momose.                                                                       |
| 1998        | Eat-Man '98                            | TV Tokyo         | 7 octobre 1998         | 23 décembre 1998       | 12          | Suite de Eat-Man. |
| 1999        | Nihon-ichi no otoko no tamashii (ja)   | TBS              | 5 janvier 1999         | 29 janvier 1999        | 16          | Série basée sur le manga éponyme de Masahiko Kikuni.                                                                       |
| 1999        | Eden's Bowy                            | TV Tokyo         | 6 avril 1999           | 28 septembre 1999      | 26          | Série basée sur le manga éponyme de Kitsune Tennōji.                                                                       |
| 1999        | Nihon-ichi no otoko no tamashii 2 (ja) | TBS              | 4 mai 1999             | 28 mai 1999            | 16          | Suite de Nihon-ichi no otoko no tamashii.                                                                                  |
| 1999        | Hoshin - L'Investiture des Dieux       | TV Tokyo         | 3 juillet 1999         | 25 décembre 1999       | 26          | Série basée sur le manga éponyme de Ryū Fujisaki.                                                                          |
| 1999        | Papa to odorō (ja)                     | TBS              | 5 juillet 1999         | 24 juillet 1999        | 16          | Série basée sur le manga éponyme de Chūya Chikazawa.                                                                       |

| Années 2000 | Années 2000                         | Années 2000      | Années 2000            | Années 2000            | Années 2000 | Années 2000 |
| Année       | Titre                               | Chaîne d'origine | Dates de 1re diffusion | Dates de 1re diffusion | Nb. éps.    | Notes |
| Année       | Titre                               | Chaîne d'origine | Début                  | Fin                    | Nb. éps.    | Notes |
| ----------- | ----------------------------------- | ---------------- | ---------------------- | ---------------------- | ----------- | --- |
| 2000        | Rokumon tengai Moncolle Knight (ja) | TV Tokyo         | 10 janvier 2000        | 25 décembre 2000       | 51          | Série basée sur le jeu de cartes à collectionner de Group SNE.                                                   |
| 2000        | Gravitation                         | WOWOW            | 4 octobre 2000         | 10 janvier 2001        | 13          | Série basée sur le manga éponyme de Maki Murakami.                                                               |
| 2001        | Hakaima Sadamitsu (ja)              | WOWOW            | 17 janvier 2001        | 21 mars 2001           | 10          | Série basée sur le manga éponyme de Masahiko Nakahira.                                                           |
| 2001        | Star Ocean EX (en)                  | TV Tokyo         | 3 avril 2001           | 25 septembre 2001      | 26          | Série basée sur le manga de Mayumi Azuma et le jeu éponyme de tri-Ace.                                           |
| 2001        | You're Under Arrest! Second Season  | TBS              | 7 avril 2001           | 29 septembre 2001      | 26          | Suite de You're Under Arrest.                                                                                    |
| 2001        | Fruits Basket                       | TV Tokyo         | 5 juillet 2001         | 27 décembre 2001       | 26          | Série basée sur le manga éponyme de Natsuki Takaya.                                                              |
| 2001        | Kokoro Library (en)                 | TV Tokyo         | 12 octobre 2001        | 28 décembre 2001       | 12          | Série basée sur le manga éponyme de Nobuyuki Takagi.                                                             |
| 2001        | Rave                                | TBS              | 13 octobre 2001        | 28 septembre 2002      | 51          | Série basée sur le manga éponyme de Hiro Mashima.                                                                |
| 2002        | Full Moon wo sagashite              | TV Tokyo         | 6 avril 2002           | 29 mars 2003           | 52          | Série basée sur le manga éponyme d'Arina Tanemura.                                                               |
| 2002        | King of Bandit Jing                 | NHK              | 15 mai 2002            | 14 août 2002           | 13          | Série basée sur le manga éponyme de Yuichi Kumakura.                                                             |
| 2002        | Samurai Deeper Kyo                  | TV Tokyo         | 1er juillet 2002       | 23 décembre 2002       | 26          | Série basée sur le manga éponyme d'Akimine Kamijō.                                                               |
| 2002        | Bomberman Jetters                   | TV Tokyo         | 2 octobre 2002         | 24 septembre 2003      | 52          | Série basée sur le jeu vidéo Bomberman développé et édité par Hudson Soft.                                       |
| 2002        | GetBackers                          | TBS              | 5 octobre 2002         | 20 septembre 2003      | 49          | Série basée sur le manga éponyme écrit par Yūya Aoki et dessiné par Rando Ayamine.                               |
| 2003        | MØUSE (en)                          | CTC              | 5 janvier 2003         | 23 mars 2003           | 12          | Série basée sur le manga éponyme écrit par Satoru Akahori et dessiné par Hiroshi Itaba.                          |
| 2003        | Matantei Loki Ragnarok              | TV Tokyo         | 5 avril 2003           | 27 septembre 2003      | 26          | Série basée sur le manga éponyme de Sakura Kinoshita.                                                            |
| 2003        | Yami to bōshi to hon no tabibito    | MBS              | 4 octobre 2003         | 27 décembre 2003       | 13          | Série basée sur le visual novel pour adultes éponyme développé par Root et édité par Orbit.                      |
| 2004        | Maria-sama ga miteru                | TV Tokyo         | 7 janvier 2004         | 31 mars 2004           | 13          | Série basée sur les light novel écrits par Oyuki Konno et illustrés par Reine Hibiki.                            |
| 2004        | Yumeria (en)                        | BS-i             | 8 janvier 2004         | 25 mars 2004           | 12          | Série basée sur le jeu vidéo éponyme développé par Namco.                                                        |
| 2004        | Kita e.: Diamond Dust Drops (ja)    | TVh              | 13 janvier 2004        | 30 mars 2004           | 12          | Série basée sur les jeux vidéo éponymes.                                                                         |
| 2004        | Kyō kara maō!                       | NHK              | 3 avril 2004           | 12 février 2006        | 78          | Série basée sur les light novel écrits par Tomo Takabayashi et illustrés par Temari Matsumoto.                   |
| 2004        | Get Ride! AM Driver (ja)            | TV Tokyo         | 5 avril 2004           | 28 mars 2005           | 51          | Série originale.                                                                                                 |
| 2004        | Maria-sama ga miteru: Haru          | TV Tokyo         | 4 juillet 2004         | 26 septembre 2004      | 13          | Suite de Maria-sama ga miteru.                                                                                   |
| 2004        | tactics (en)                        | TV Tokyo         | 5 octobre 2004         | 29 mars 2005           | 25          | Série basée sur le manga éponyme de Sakura Kinoshita et de Kazuko Higashiyama.                                   |
| 2004        | Zipang                              | TBS              | 7 octobre 2004         | 31 mars 2005           | 26          | Série basée sur le manga éponyme de Kaiji Kawaguchi.                                                             |
| 2005        | La Loi d'Ueki                       | TV Tokyo         | 4 avril 2005           | 27 avril 2006          | 51          | Série basée sur le manga éponyme de Tsubasa Fukuchi.                                                             |
| 2005        | Amaenaide yo!!                      | AT-X             | 1er juillet 2005       | 16 septembre 2005      | 12          | Série basée sur le manga éponyme de Toshinori Sogabe.                                                            |
| 2005        | La Fille des enfers                 | Kids Station     | 4 octobre 2005         | 4 avril 2006           | 26          | Série originale produite avec Aniplex.                                                                           |
| 2005        | Ginga Densetsu Weed                 | Animax           | 3 novembre 2005        | 11 mai 2006            | 26          | Série basée sur le manga éponyme de Yoshihiro Takahashi.                                                         |
| 2006        | Amaenaide yo!! Katsu!!              | AT-X             | 4 janvier 2006         | 22 mars 2006           | 12          | Suite de Amaenaide yo!!.                                                                                         |
| 2006        | Fate/stay night                     | TVS              | 6 janvier 2006         | 16 juin 2006           | 24          | Série basée sur le visual novel pour adultes éponyme développé et édité par TYPE-MOON.                           |
| 2006        | Binchō-tan (ja)                     | TBS              | 2 février 2006         | 30 mars 2006           | 12          | Série basée sur le personnage et le manga éponyme de Takahito Ekusa.                                             |
| 2006        | Simoun                              | TV Tokyo         | 3 avril 2006           | 25 septembre 2006      | 26          | Série originale.                                                                                                 |
| 2006        | Higurashi no naku koro ni           | KTV              | 4 avril 2006           | 26 septembre 2006      | 26          | Série basée sur le visual novel d'horreur éponyme développé et édité par 07th Expansion.                         |
| 2006        | Princess Princess                   | TV Asahi         | 5 avril 2006           | 21 juin 2006           | 12          | Série basée sur le manga éponyme de Mikiyo Tsuda.                                                                |
| 2006        | Shōnen onmyōji                      | KTV              | 3 octobre 2006         | 27 mars 2007           | 26          | Série basée sur les light novel écrits par Mitsuru Yūki et illustrés par Sakura Asagi.                           |
| 2006        | Jigoku shōjo: Futakomori            | Animax           | 7 octobre 2006         | 7 avril 2007           | 26          | Suite de La Fille des enfers.                                                                                    |
| 2007        | Tōka Gettan (ja)                    | BS Asahi         | 2 avril 2007           | 24 septembre 2007      | 26          | Série basée sur le visual novel pour adultes éponyme développé par Root et édité par Orbit.                      |
| 2007        | Shining Tears X Wind                | Tokyo MX         | 6 avril 2007           | 7 juillet 2007         | 13          | Série basée sur les jeux vidéo Shining Tears et Shining Wind développés par Nex Entertainment et édité par Sega. |
| 2007        | CODE-E                              | NBN              | 3 juillet 2007         | 18 septembre 2007      | 12          | Série originale.                                                                                                 |
| 2007        | Higurashi no naku koro ni Kai       | CTC              | 5 juillet 2007         | 17 décembre 2007       | 24          | Suite de Higurashi no naku koro ni.                                                                              |
| 2007        | Suteki Tantei☆Labyrinth (ja)        | TV Tokyo         | 2 octobre 2007         | 25 mars 2008           | 25          | Série basée sur les light novel écrits par Meito Manjō et illustrés par Seiji Wakayama.                          |
| 2007        | You're Under Arrest: Full Throttle  | TBS              | 4 octobre 2007         | 27 mars 2008           | 23          | Suite de You're Under Arrest! Second Season.                                                                     |
| 2007        | Shion no ō                          | Fuji TV          | 13 octobre 2007        | 22 mars 2008           | 22          | Série basée sur le manga éponyme écrit par Masaru Katori et dessiné par Jirō Andō.                               |
| 2008        | Hatenkō Yugi (en)                   | KBS              | 4 janvier 2008         | 7 mars 2008            | 10          | Série basée sur le manga éponyme de Minari Endō.                                                                 |
| 2008        | Gag Manga Biyori 3 (ja)             | Kids Station     | 17 mars 2008           | 2 juin 2008            | 12          | Troisième saison de la série basée sur le manga éponyme de Kōsuke Masuda.                                        |
| 2008        | Kyō kara maō! 3rd Series            | NHK              | 3 avril 2008           | 19 février 2009        | 39          | Suite de Kyō kara maō!.                                                                                          |
| 2008        | Amatsuki                            | KBS              | 4 avril 2008           | 27 juin 2008           | 13          | Série basée sur le manga éponyme de Shinobu Takayama.                                                            |
| 2008        | Vampire Knight                      | TV Tokyo         | 7 avril 2008           | 30 juin 2008           | 12          | Série basée sur le manga éponyme de Matsuri Hino.                                                                |
| 2008        | Junjō Romantica                     | FTB              | 11 avril 2008          | 27 juin 2008           | 12          | Série basée sur le manga éponyme de Shungiku Nakamura.                                                           |
| 2008        | Mission-E                           | GYT              | 7 juillet 2008         | 22 septembre 2007      | 12          | Suite de CODE-E.                                                                                                 |
| 2008        | Jigoku shōjo: Mitsuganae            | Tokyo MX         | 4 octobre 2008         | 4 avril 2009           | 26          | Suite de Jigoku shōjo: Futakomori.                                                                               |
| 2008        | Vampire Knight Guilty               | TV Tokyo         | 6 octobre 2008         | 29 décembre 2008       | 13          | Suite de Vampire Knight.                                                                                         |
| 2008        | Junjō Romantica 2                   | tvk              | 12 octobre 2008        | 28 décembre 2008       | 12          | Suite de Junjō Romantica.                                                                                        |
| 2009        | Maria-sama ga miteru 4th series     | AT-X             | 3 janvier 2009         | 28 mars 2009           | 13          | Suite de Maria-sama ga miteru                                                                                    |
| 2009        | 07-Ghost                            | CTC              | 6 avril 2009           | 21 septembre 2009      | 25          | Série basée sur le manga éponyme écrit par Yuki Amemiya et dessiné par Yukino Ichihara.                          |
| 2009        | Umineko no naku koro ni             | CTC              | 1er juillet 2009       | 23 décembre 2009       | 26          | Série basée sur le visual novel éponyme développé et édité par 07th Expansion.                                   |
| 2009        | Seitokai no Ichizon (ja)            | TVA              | 2 octobre 2009         | 18 décembre 2009       | 12          | Série basée sur les light novel écrits par Aoi Sekina et illustrés par Kira Inugami.                             |

| Années 2010 | Années 2010                                                     | Années 2010      | Années 2010            | Années 2010            | Années 2010 | Années 2010                                                                                         |
| Année       | Titre                                                           | Chaîne d'origine | Dates de 1re diffusion | Dates de 1re diffusion | Nb. éps.    | Notes                                                                                               |
| Année       | Titre                                                           | Chaîne d'origine | Début                  | Fin                    | Nb. éps.    | Notes                                                                                               |
| ----------- | --------------------------------------------------------------- | ---------------- | ---------------------- | ---------------------- | ----------- | --------------------------------------------------------------------------------------------------- |
| 2010        | Gag Manga Biyori + (ja)                                         | Kids Station     | 4 janvier 2010         | 28 juin 2010           | 26          | Suite de Gag Manga Biyori 3.                                                                        |
| 2010        | Dōbutsu kankyō kaigi                                            | NHK              | 20 mars 2010           | 20 août 2010           | 20          | Série basée sur les livres éponymes de NURUE Inc..                                                  |
| 2010        | Hakuōki                                                         | tvk              | 3 avril 2010           | 19 juin 2010           | 12          | Série basée sur les jeux vidéo éponymes développés et édités par Idea Factory.                      |
| 2010        | Giant Killing                                                   | NHK              | 4 avril 2010           | 26 septembre 2010      | 26          | Série basée sur le manga éponyme écrit par Masaya Tsunamoto et dessiné par Tsujitomo.               |
| 2010        | Nura : Le Seigneur des Yokaï                                    | ytv              | 5 juillet 2010         | 27 décembre 2010       | 24          | Série basée sur le manga éponyme de Hiroshi Shiibashi.                                              |
| 2010        | Hakuōki: Hekketsu-roku                                          | AT-X             | 4 octobre 2010         | 6 décembre 2010        | 10          | Suite de Hakuōki.                                                                                   |
| 2011        | Dragon Crisis! (en)                                             | CTC              | 10 janvier 2011        | 28 mars 2011           | 12          | Série basée sur les light novel écrits par Kaya Kizaki et illustrés par Itsuki Akata.               |
| 2011        | Kore wa Zombie desu ka?                                         | GBS              | 10 janvier 2011        | 29 mars 2011           | 12          | Série basée sur les light novel écrits par Shinichi Kimura et illustrés par Kobuichi et Muririn.    |
| 2011        | Sekai-ichi hatsukoi                                             | TVS              | 7 avril 2011           | 4 juin 2011            | 12          | Série basée sur le manga éponyme de Shungiku Nakamura.                                              |
| 2011        | Nura 2 : La Cité des Démons                                     | Tokyo MX         | 3 juillet 2011         | 25 décembre 2011       | 24          | Suite de Nura : Le Seigneur des Yokaï.                                                              |
| 2011        | Sekai-ichi hatsukoi 2                                           | TVS              | 7 octobre 2011         | 23 décembre 2011       | 12          | Suite de Sekai-ichi hatsukoi.                                                                       |
| 2012        | Poyopoyo kansatsu nikki (ja)                                    | TV Tokyo         | 7 janvier 2012         | 30 décembre 2012       | 52          | Série basée sur le yonkoma éponyme de Rū Tatsuki ; coproduction avec DAX Production et Möbius Tone. |
| 2012        | Hiiro no kakera (ja)                                            | Tokyo MX         | 1er avril 2012         | 24 juin 2012           | 13          | Série basée sur les jeux vidéo éponymes développés et édités par Idea Factory.                      |
| 2012        | Kore wa Zombie desu ka? of the Dead                             | Tokyo MX         | 4 avril 2012           | 6 juin 2012            | 10          | Suite de Kore wa Zombie desu ka?.                                                                   |
| 2012        | Sankarea                                                        | TBS              | 5 avril 2012           | 28 juin 2012           | 12          | Série basée sur le manga éponyme de Mitsuru Hattori.                                                |
| 2012        | Hakuōki Reimeiroku                                              | ytv              | 9 juillet 2012         | 24 septembre 2012      | 12          | Suite de Hakuōki: Hekketsu-roku.                                                                    |
| 2012        | Hiiro no kakera: Dai ni shō (ja)                                | Tokyo MX         | 30 septembre 2012      | 23 décembre 2012       | 13          | Suite de Hiiro no kakera.                                                                           |
| 2012        | Hakkenden: Tōhō hakken ibun (en)                                | MBS              | 5 janvier 2013         | 30 mars 2013           | 13          | Série basée sur le manga éponyme de Miyuki Abe.                                                     |
| 2012        | Rozen Maiden: Zurückspulen                                      | TBS              | 4 juillet 2013         | 26 septembre 2013      | 13          | Série basée sur le second manga éponyme du duo Peach-Pit.                                           |
| 2012        | Hakkenden: Tōhō hakken ibun 2 (en)                              | Tokyo MX         | 7 juillet 2013         | 29 septembre 2013      | 13          | Suite de Hakkenden: Tōhō hakken ibun.                                                               |
| 2012        | Meganebu! (en)                                                  | Tokyo MX         | 6 octobre 2013         | 22 décembre 2013       | 12          | Série basée sur les drama CD publiés par le studio entre 2011 et 2012.                              |
| 2014        | Sakura Trick                                                    | TBS              | 9 janvier 2014         | 27 mars 2014           | 12          | Série basée sur le manga éponyme de Tachi.                                                          |
| 2014        | Pupa                                                            | SUN              | 10 janvier 2014        | 28 mars 2014           | 12          | Série basée sur le manga éponyme de Sayaka Mogi.                                                    |
| 2014        | Wasimo (ja)                                                     | NHK E            | 10 mars 2014           | 21 mars 2014           | 10          | Série basée sur l'album illustré éponyme écrit par Kankurō Kudō et illustré par Hajime Azai.        |
| 2014        | Meshimase Rōdosu senki: Sorette oishii no? (ja)                 | Tokyo MX         | 6 avril 2014           | 29 juin 2014           | 13          | Série parodiant la franchise des Chroniques de la guerre de Lodoss ; coproduite avec Studio Hibari. |
| 2014        | Bakumatsu Rock                                                  | Tokyo MX         | 2 juillet 2014         | 17 septembre 2014      | 12          | Série basée sur les jeux vidéo éponymes développés et édités par Marvelous AQL.                     |
| 2014        | Maido! Urayasu tekkin kazoku (ja)                               | Tokyo MX         | 6 juillet 2014         | 21 décembre 2014       | 24          | Suite d'Urayasu tekkin kazoku.                                                                      |
| 2014        | Log Horizon 2nd Season                                          | NHK E            | 4 octobre 2014         | 28 mars 2015           | 25          | Suite de la série basée sur les light novel écrits par Mamare Tōno et illustrés par Kazuhiro Hara.  |
| 2015        | Wasimo 2nd/3rd Season (ja)                                      | NHK E            | 5 janvier 2015         | 22 septembre 2015      | 68          | Suite de Wasimo.                                                                                    |
| 2015        | Jewelpet: Magical Change                                        | TVO              | 4 avril 2015           | 26 décembre 2015       | 39          | Septième série d'animation de la franchise Jewelpet créée par Sanrio et Sega Sammy Holdings.        |
| 2015        | Junjō Romantica 3                                               | Tokyo MX         | 9 juillet 2015         | 24 septembre 2015      | 12          | Suite de Junjō Romantica 2.                                                                         |
| 2016        | Reikenzan: Hoshikuzu-tachi no utage (en)                        | AT-X             | 9 janvier 2016         | 26 mars 2016           | 12          | Série basée sur le roman web chinois de Guowang Bixia.                                              |
| 2016        | Shōwa Genroku rakugo shinjū                                     | TBS              | 9 janvier 2016         | 2 avril 2016           | 13          | Série basée sur le manga éponyme de Haruko Kumota.                                                  |
| 2016        | Kono subarashii sekai ni shukufuku o!                           | Tokyo MX         | 14 janvier 2016        | 17 mars 2016           | 10          | Série basée sur les light novel écrits par Natsume Akatsuki et illustrés par Kurone Mishima.        |
| 2016        | Rilu Rilu Fairilu: Yōsei no Door                                | TVO              | 6 février 2016         | 25 mars 2017           | 59          | Série basée sur la franchise éponyme créée par Sanrio et Sega Sammy Holdings.                       |
| 2016        | Super Lovers                                                    | AT-X             | 6 avril 2016           | 8 juin 2016            | 10          | Série basée sur le manga éponyme de Miyuki Abe.                                                     |
| 2016        | Sakamoto, pour vous servir !                                    | TBS              | 8 avril 2016           | 1er juillet 2016       | 12          | Série basée sur le manga éponyme de Nami Sano.                                                      |
| 2016        | Tonkatsu DJ Agetarō (ja)                                        | Tokyo MX         | 10 avril 2016          | 26 juin 2016           | 12          | Série basée sur le manga éponyme écrit par Iipyao et dessiné par Yūjirō Koyama.                     |
| 2016        | Nameko: Sekai no tomodachi (ja)                                 | NHK E            | 10 avril 2016          | 12 février 2017        | 26          | Série basée sur les jeux mobiles Mushroom Garden de BeeWorks Games et de SUCCESS.                   |
| 2016        | Hatsukoi Monster (en)                                           | AT-X             | 2 juillet 2016         | 17 septembre 2016      | 12          | Série basée sur le manga éponyme d'Akira Hiyoshimaru.                                               |
| 2016        | Wasimo 4th Season (ja)                                          | NHK E            | 4 août 2016            | 13 septembre 2016      | 44          | Suite de Wasimo.                                                                                    |
| 2016        | Ao Oni The Animation (ja)                                       | TV Tokyo         | 30 octobre 2016        | 9 janvier 2017         | 13          | Série basée sur le jeu vidéo d'horreur freeware éponyme de noprops.                                 |
| 2017        | Shōwa Genroku rakugo shinjū: Sukeroku futatabi-hen              | TBS              | 7 janvier 2017         | 25 mars 2017           | 12          | Suite de Shōwa Genroku rakugo shinjū.                                                               |
| 2017        | Reikenzan: Eichi e no shikaku (en)                              | AT-X             | 8 janvier 2017         | 26 mars 2017           | 12          | Suite de Reikenzan: Hoshikuzu-tachi no utage.                                                       |
| 2017        | Super Lovers 2                                                  | AT-X             | 12 janvier 2017        | 16 mars 2017           | 10          | Suite de Super Lovers.                                                                              |
| 2017        | Kono subarashii sekai ni shukufuku o! 2                         | Tokyo MX         | 12 janvier 2017        | 16 mars 2017           | 10          | Suite de Kono subarashii sekai ni shukufuku o!.                                                     |
| 2017        | Wasimo 5th Season (ja)                                          | NHK E            | 3 avril 2017           | 14 novembre 2017       | 44          | Suite de Wasimo.                                                                                    |
| 2017        | Kabukibu! (en)                                                  | TBS              | 7 avril 2017           | 23 juin 2017           | 12          | Série basée sur light novel écrits par Yūri Eda et illustrés par Ishinoya.                          |
| 2017        | Rilu Rilu Fairilu: Mahō no kagami                               | TVO              | 7 avril 2017           | 30 mars 2018           | 51          | Suite de Rilu Rilu Fairilu: Yōsei no Door.                                                          |
| 2017        | Jigoku shōjo: Yoi no togi                                       | Tokyo MX         | 15 juillet 2017        | 30 septembre 2017      | 12          | Suite de Jigoku shōjo: Mitsuganae.                                                                  |
| 2017        | The Reflection (ja)                                             | NHK G            | 22 juillet 2017        | 7 octobre 2017         | 12          | Série originale réalisée par Hiroshi Nagahama et coécrite par Stan Lee.                             |
| 2017        | Hōzuki no reitetsu 2                                            | Tokyo MX         | 8 octobre 2017         | 31 décembre 2017       | 13          | Suite de la série basée sur le manga éponyme de Natsumi Eguchi.                                     |
| 2018        | Junji Ito: Collection                                           | WOWOW            | 5 janvier 2018         | 23 mars 2018           | 12          | Série d'anthologie adaptant les œuvres de Junji Itō.                                                |
| 2018        | Wasimo 6th Season (ja)                                          | NHK E            | 2 avril 2018           | 22 octobre 2018        | 39          | Suite de Wasimo.                                                                                    |
| 2018        | Gurazeni (ja)                                                   | BS-SKP!          | 6 avril 2018           | 22 juin 2018           | 12          | Série basée sur le manga éponyme écrit par Yūji Moritaka et dessiné par Keiji Adachi.               |
| 2018        | Hōzuki no reitetsu 2 (2de partie)                               | Tokyo MX         | 7 avril 2018           | 1er juillet 2018       | 13          | Suite de Hōzuki no reitetsu 2.                                                                      |
| 2018        | Ongaku shōjo (en)                                               | AT-X             | 6 juillet 2018         | 21 septembre 2018      | 12          | Série faisant partie du projet éponyme issu d'une collaboration entre Studio Deen et King Records.  |
| 2018        | Oshiete mahō no Pendulum: Rilu Rilu Fairilu                     | Kids Station     | 7 juillet 2018         | À venir                | À annoncer  | Suite de Rilu Rilu Fairilu: Mahō no kagami.                                                         |
| 2018        | Agū (ja)                                                        | Tokyo MX         | 10 juillet 2018        | 25 septembre 2018      | À annoncer  | Série basée sur le manhua éponyme de Yi Chun.                                                       |
| 2018        | Muhyo et Rôjî, bureau d'investigation des affaires paranormales | BS-SKP!          | 3 août 2018            | 19 octobre 2018        | 12          | Série basée sur le manga éponyme de Yoshiyuki Nishi.                                                |
| 2018        | Xuan Yuan Sword Luminary (en)                                   | TV Tokyo         | 2 octobre 2018         | 25 décembre 2018       | 13          | Série basée sur les jeux vidéo chinois Xuan-Yuan Sword de Softstar.                                 |
| 2018        | Gurazeni 2 (ja)                                                 | BS-SKP!          | 5 octobre 2018         | 21 décembre 2018       | 12          | Suite de Gurazeni.                                                                                  |
| 2018        | Bakumatsu (ja)                                                  | TBS              | 5 octobre 2018         | 21 décembre 2018       | 12          | Série basée sur le jeu mobile développé et édité par FuRyu.                                         |
| 2019        | Kochoki: Wakaki Nobunaga                                        | À annoncer       | été 2019               | À venir                | À annoncer  | Série originale.                                                                                    |

### Films
- Tenshi no tamago (1985)
- Lamu - le film 3 (1985)
- Lamu - le film 4 (1986)
- Patlabor le film (juillet 1989)
- You're Under Arrest: The Movie (avril 1999)
- Fate/stay night: Unlimited Blade Works (2010)
- Hetalia - le film (2010)
- Rurouni Kenshin: Shin Kyoto-Hen Zenpen Homura no Ori (moyen-métrage) (2011)
- Sekaiichi Hatsukoi Movie: Yokozawa Takafumi no Baai (2014)
- Sailor Moon Eternal (2021)

### OAV
- Twilight Q (2 OAV) (février 1987 - août 1987)
- Patlabor (7 OAV) (avril 1988 - décembre 1989)
- You're Under Arrest (4 OAV) (1994)
- Super Mobile Legend Dinagiga (2 OAV) (juillet 1998)
- You're Under Arrest Specials (21 épisodes de 7 minutes) (mars 1999 - avril 1999)
- Rurouni Kenshin: Tsuioku Hen (4 OAV) (1999)
- Weiß Kreuz OAV (2 OAV) (2000)
- Kenshin le Vagabond - Le chapitre de l'expiation (2 OAV) (2001)
- Read Or Die (3 OAV) (mai 2001)
- You're Under Arrest: No Mercy! (1 OAV) (avril 2002)
- Ō Dorobou Jing (3 OAV) (janvier 2004 - avril 2004)
- Maria-sama ga Miteru (5 OAV) (novembre 2006 - juillet 2007)
- Kyo Kara Maoh! R (5 OAV) (octobre 2007 - mars 2008)
- Higurashi no naku koro ni Rei (5 OAV) (février 2009 - août 2009)
- Sekai-ichi Hatsukoi - OAV (2 OAV) (mars 2011 - septembre 2011)
- Higurashi no Naku Koro ni Kira (4 OAV) (juillet 2011 - janvier 2012)
- Hakuōki - OAV (5 OAV) (août 2011 - novembre 2011)
- Sankarea (1 OAV) (juin 2012)
- Higurashi no Naku Koro ni Kaku: Outbreak (1 OAV) (août 2012)
- Hetalia: The Beautiful World (20 ONA) (janvier 2013 - juin 2013)
- Sekai-ichi hatsukoi: Valentine-hen (1 OAV) (2014)
- Hybrid Child (4 OAV) (octobre 2014 - janvier 2015)
- KonoSuba (1 OAV) (Juin 2016)

### ONA
- Hetalia (100 épisodes de 5 min) (janvier 2009 - février 2011)

## Personnalités travaillant au Studio Deen
- Kazuhiro Furuhashi, réalisateur (You're Under Arrest, Kenshin le vagabond, Getbackers, Zipang, Bincho-tan)[2]

- Hiroshi Watanabe (ja), réalisateur (Detective Loki, Tactics, La Loi d'Ueki, Shining Tears X Wind)[3]

- Junji Nishimura, réalisateur (Ranma ½, Zenki, Samurai Deeper Kyo, Kyo kara maoh, Simoun)[4]

- Yūji Yamaguchi (ja), réalisateur (Yami to bōshi to hon no tabibito, Fate/stay night, Tōka Gettan)[5]

- Toshifumi Kawase (ja), réalisateur(AWOL, Ehrgeiz, Shion no Oh) et scénariste (La Loi d'Ueki, Higurashi no naku koro ni) [6]

- Chiaki Kon (ja), réalisateur (Higurashi no naku koro ni, Higurashi no naku koro ni kai, Junjō Romantica) [7]

- Mariko Oka (ja), chara-designer (Detective Loki, Tactics, Jigoku Shoujo)[8]

- Atsuko Nakajima (ja), chara-designer (Ranma ½, You're Under Arrest, Le Violoniste de Hamelin, Getbackers, Princess Princess)[9]